# Oltszakadát
Oltszakadát (románul: Săcădate, erdélyi szász nyelven Seck) egy szórványmagyarság által lakott kis falu Romániában, Szeben megyében. A helyi magyarok az evangélikus vallást gyakorolják, a Budapest-Kőbányai Evangélikus Egyházközséggel testvérgyülekezeti kapcsolatot tartanak fent!

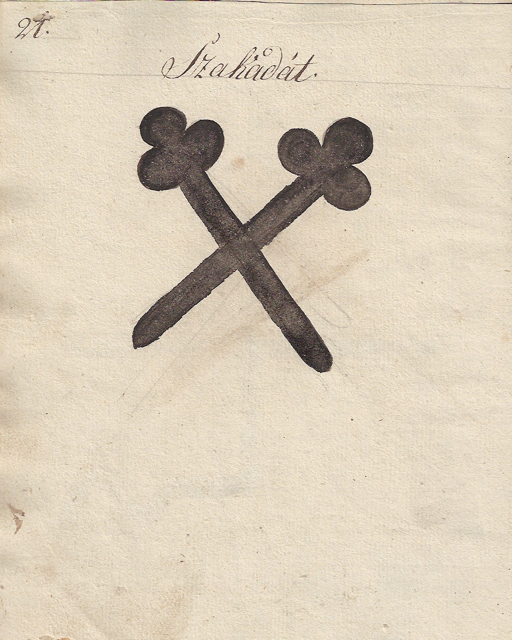
Oltszakadát szarvasmarha-márkajele (1826)